# Khabarovsk (vùng)
Vùng Khabarovsk (tiếng Nga: Хаба́ровский край, chuyển tự: Khabarovsky kray, IPA: [xɐˈbarəfskʲɪj kraj]) là một chủ thể liên bang của Nga (một krai), nằm ở Viễn Đông Nga. Vùng Khabarovsk bao gồm đồng bằng hạ lưu sông Amur, cũng như các khu vực đồi núi rộng lớn dọc theo đường bờ biển của biển Okhotsk, một bộ phận của Thái Bình Dương. Trung tâm hành chính của vùng là thành phố Khabarovsk. Theo điều tra năm 2010, vùng có 1.343.869 cư dân.

## Lịch sử

### Thế kỷ 5-900
Theo các thư tịch Trung Hoa và Triều Tiên, phần phía nam của vùng Khabarovsk vốn do một trong năm bộ phận của người Thất Vi (室韋) là Bát Thất Vi (钵室韋) cùng người Hắc Thủy Mạt Hạt sinh sống tương ứng ở phía tây và phía đông của Bureinsky và Tiểu Hưng An lĩnh.

### Thế kỷ 17-1850
Năm 1643, thuyền của Vassili Poyarkov đã xuôi dòng Amur, quay trở lại Yakutsk theo biển Okhotsk và sông Aldan, và trong các năm 1649–1650 Yerofey Khabarov đã chiếm vùng đất ven bờ sông Amur. Tuy nhiên, trong cuộc chiến với nhà Thanh, những người Cossack đã bỏ pháo đài của họ, và theo điều ước Nerchinsk (1689), Nga từ bỏ lưu vực sông Amur.
Mặc dù Nga mất quyền thông hành trên sông Amur, nhà Thanh chưa từng thiết lập quyền kiểm soát trực tiếp đối với hạ du của sông Amur. Nikolay Muravyov đã khiến mối quan hệ với Trung Quốc căng thẳng khi tuyên bố rằng vùng hạ du sông Amur thuộc về người Nga.
Đến năm 1852, một đoàn quân Nga dưới quyền chỉ huy của Muravyov đã thám hiểm Amur, và đến năm 1857, đã có một loạt các điểm định cư của người Cossack và nông dân Nga dọc theo toàn bộ chiều dài con sông. Khu vực phía nam vùng Khabarovsk chính thức trở thành lãnh thổ Nga vào năm 1858 theo điều ước Aigun, sông Amur được công nhận là biên giới giữa đế quốc Nga và nhà Thanh, và Nga được quyền thông hành tự do ra Thái Bình Dương.

## Địa lý
Vùng Khabarovsk có ranh giới với tỉnh Magadan ở phía bắc, với Cộng hòa Sakha và tỉnh Amur ở phía tây, với tỉnh tự trị Do Thái, tỉnh Hắc Long Giang của Trung Quốc, và vùng Primorsky ở phía nam, phía đông vùng Khabarovsk là biển Okhotsk. Diện tích của vùng Khabarovsk xếp thứ 4 trong số các chủ thể liên bang của Nga. Taiga và lãnh nguyên nằm ở phía bắc, rừng lầy ở vùng lõm miền trung, và rừng rụng lá ở phía nam là thảm thực vật tự nhiên của vùng. Vùng Khabarovsk kéo dài 1.800 km từ bắc xuống nam, kéo dài 125–750 km từ đông sang tây. Berill thuộc dãy núi Suntar-Khayata là điểm cao nhất vùng với cao độ 2933 mét.
Vùng Khabarovsk có một mùa đông kéo dài và lạnh giá, nhiệt độ trung bình tháng một là từ -22 °C ở khu vực phía nam đến -40 °C ở khu vực phía bắc, khu vực dọc bờ biển là từ -18 °C đến -24 °C. Nhiệt độ cao nhất ở cực nam cũng lên đến -50 °C. Mùa hè nóng và ẩm với nhiệt độ trung bình tháng 7 là từ 20 °C ở phía nam đến 15 °C ở phía bắc.
Lượng mưa hàng năm dao động từ 400–600 mm ở phía bắc đến 600–800 mm ở vùng đồng bằng và các triền núi phía đông của các rặng núi.

## Hành chính

Hành chính Vùng Khabarovsk

- Amursky
- Ayano-Maysky
- Bikinsky
- Imeni Lazo
- Imeny Poliny Osipenko
- Khabarovsky
- Komsomolsky
- Nanaysky
- Nikolayevsky
- Okhotsky
- Solnechny
- Sovetsko-Gavansky
- Tuguro-Chumikansky
- Ulchsky
- Vaninsky
- Verkhnebureinsky
- Vyazemsky
- Khabarovsk

## Nhân khẩu
Dân số: 1,343,869 (Điều tra dân số 2010); 1,436,570 (Điều tra dân số 2002); 1,824,506 (Điều tra dân số năm 1989).

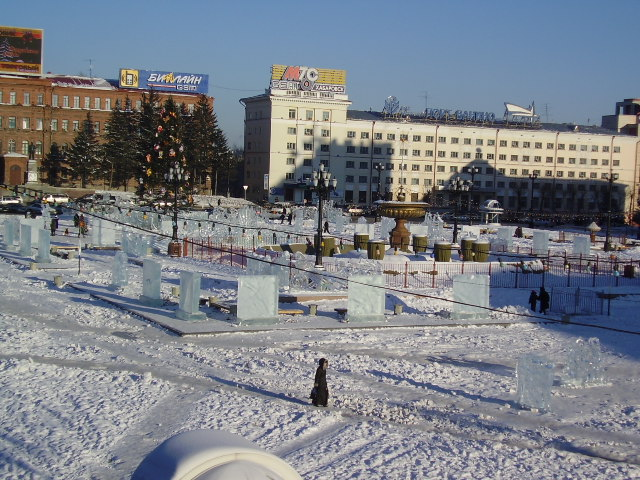
Khabarovsk

Theo điều tra năm 2010, 91,8% dân số tại vùng Khabarovsk là người Nga, 2,1% là người Ukraina, 0,8% là người Nanai, 0,6% là người Tatar, 0,6% là người Triều Tiên và 0,4% là người Belarus. 55.038 người không khai báo về dân tộc. Người ta ước tính rằng thành phần dân tộc của nhóm người không khai báo tương tự như tỷ lệ chung.
Ngoài người Nanai, các nhóm dân tộc bản địa khác của vùng là người Evenk và người Even ở phần phía bắc, và người Ulch ở hạ du sông Amur (huyện Ulchsky). Một số người Nivkh (Gilyak), một dân tộc bản địa chuyên về đánh cá và nói một ngôn ngữ biệt lập, cũng sống ở đồng bằng Amur. Các nhóm bản địa nhỏ hơn trên địa bàn là người Negidal (567), người Oroch (686), và người Udege (1,657) theo điều tra năm 2002.
- Số ca sinh (2009): 17.573 (12.5/1000)
- Số ca tử (2009): 19.115 (13.6/1000)[12]
- Số ca sinh tại đô thị (2009): 13.612 (12.1/1000)
- Số ca sinh tại nông thôn (2009): 3.961 (14.5/1000)
- Số ca tử tại đô thị (2009): 15.472 (13.7/1000)
- Số ca tử tại nông thôn (2009): 3.643 (13.3/1000)[13]

## Địa phương kết nghĩa
- Gyeongsang Nam, Hàn Quốc[14]
- Hyogo, Nhật Bản[15]